# امپدانس دوگان
امپدانس دوگان (به انگلیسی: dual impedance) و شبکه دوگان اصطلاحاتی هستند که در تحلیل شبکه الکترونیکی استفاده می‌شوند. دوگان یک امپدانس {\textstyle Z} معکوس یا وارون جبری آن  {\textstyle Z'={\frac {1}{Z}}} است. به همین دلیل امپدانس دوگان را امپدانس وارون نیز می‌نامند. راه دیگر بیان این است که دوگان از {\displaystyle Z} اَدمیتانس {\textstyle Y'=Z'} است.
دوگان یک شبکه، شبکه ای است که امپدانس‌های آن دوگان امپدانس‌های اصلی است. در مورد یک شبکه جعبه-سیاه با چندین درگاه، امپدانس که به هر درگاه دیده می‌شود باید دوگان امپدانس درگاه مربوطه شبکه دوگان باشد.
این با مفهوم کلی دوگانی مدارهای الکتریکی، که در آن ولتاژ و جریان با هم مبادله می‌شوند و غیره مطابقت دارد، زیرا {\textstyle Z={\frac {V}{I}}} حاصل {\textstyle Z'={\frac {I}{V}}}

## دوگان مقیاس‌شده وبهنجارشده[الف]
در واحدهای فیزیکی، دوگان با توجه به امپدانس اسمی یا مشخصه گرفته می‌شود. برای انجام این کار، Z و 'Z به امپدانس اسمی Z0 مقیاس می‌شوند تا
{\displaystyle {\frac {Z'}{Z_{0}}}={\frac {Z_{0}}{Z}}}
Z0 معمولاً یک عدد فقط حقیقی R0 در نظر گرفته می‌شود، بنابراین 'Z با ضریب حقیقی R02 تغییر می‌کند. به عبارت دیگر، مدار دوگان از نظر کیفی همان مدار است، اما تمام مقادیر اجزا با R02 مقیاس‌بندی می‌شوند. ضریب مقیاس‌بندی R02 دارای ابعاد Ω2 است، بنابراین ثابت ۱ در عبارت بدون‌واحد در واقع به ابعاد Ω2 در یک تحلیل ابعادی اختصاص داده می‌شود.

## دوگان عنصرهای مداری پایه
| عنصر                                                                    | Z                                                                            | دوگان                                                                   | 'Z                                                    |
| ----------------------------------------------------------------------- | ---------------------------------------------------------------------------- | ----------------------------------------------------------------------- | ----------------------------------------------------- |
|                                                                         | {\displaystyle R\,\!}                                                        |                                                                         | {\displaystyle {\frac {1}{R}}}                        |
|                                                                         | {\displaystyle {\frac {1}{G}}}                                               |                                                                         | {\displaystyle G\,\!}                                 |
|                                                                         | {\displaystyle i\omega L\,\!}                                                |                                                                         | {\displaystyle {\frac {1}{i\omega L}}}                |
|                                                                         | {\displaystyle {\frac {1}{i\omega C}}}                                       |                                                                         | {\displaystyle i\omega C\,\!}                         |
| {\displaystyle Z=Z_{1}+Z_{2}}                                           | {\textstyle Z_{1}+Z_{2}\,\!}                                                 | {\displaystyle Y=Z_{1}+Z_{2}}                                           | {\displaystyle {\frac {1}{Z_{1}+Z_{2}}}}              |
| {\displaystyle {\tfrac {1}{Z}}={\tfrac {1}{Z_{1}}}+{\tfrac {1}{Z_{2}}}} | {\textstyle Z=Z_{1}\\|Z_{2}={\frac {Z_{1}Z_{2}}{Z_{1}+Z_{2}}}} (مجموع موازی) | {\displaystyle {\tfrac {1}{Y}}={\tfrac {1}{Z_{1}}}+{\tfrac {1}{Z_{2}}}} | {\displaystyle {\frac {1}{Z_{1}}}+{\frac {1}{Z_{2}}}} |
|                                                                         |                                                                              |                                                                         |                                                       |
|                                                                         |                                                                              |                                                                         |                                                       |

## روش ترسیمی
یک روش ترسیمی برای به دست آوردن دوگان یک شبکه وجود دارد که استفاده از آن اغلب ساده‌تر از عبارت ریاضی برای امپدانس است. با شروع یک نمودار مداری از شبکه مورد نظر، Z، مراحل زیر بر روی نمودار ترسیم می‌شوند تا 'Z که روی Z قرار گرفته است ایجاد شود. یا در صورت استفاده از طراحی به کمک کامپیوتر، 'Z را می‌توان روی لایه دیگری ترسیم کرد.
1. یک منبع به هر درگاه شبکه اصلی متصل می‌شود. هدف از این مرحله جلوگیری از گم‌شدن درگاه‌ها در فرایند وارون‌سازی است. این به این دلیل اتفاق می‌افتد که یک درگاه مدار باز باقی می‌ماند به یک اتصال کوتاه تبدیل می‌شود و ناپدید می‌شود.
2. یک نقطه در مرکز هر مِش شبکه Z رسم می‌شود. این نقاط به گره‌های مدار 'Z تبدیل می‌شوند.
3. یک رسانا رسم می‌شود که شبکه Z را در بر می‌گیرد. این رسانا نیز به یک گره از 'Z تبدیل می‌شود.
4. برای هر عنصر مداری Z، دوگان آن بین گره‌های مرکز مش‌ها در دو طرف Z کشیده می‌شود. در جایی که Z در لبه شبکه است، یکی از این گره‌ها رسانا محصور کننده مرحله قبل خواهد بود.[۴]

این رسم 'Z را کامل می‌کند. این روش همچنین نشان می‌دهد که دوگان یک مش به یک گره تبدیل می‌شود و دوگان یک گره به یک مش تبدیل می‌شود. دو مثال در زیر آورده شده است.

### مثال: شبکه ستاره
|  |  |  |
|  |  |  |

واضح است که شبکه دوگان ستاره از سلف‌ها یک شبکه مثلثی از خازن‌ها است. این مدار دوگان با تبدیل ستاره-مثلث (Y-Δ) یکسان نیست. تبدیل Y-Δ منجر به یک مدار معادل می‌شود، نه یک مدار دوگان.

### مثال: شبکه کاور
فیلترهایی که با استفاده از سیم‌بندی کاور شکل اول طراحی شده‌اند، فیلترهای پایین‌گذر هستند که از شبکه نردبانی از سلف‌های سری و خازن‌های شنت تشکیل شده‌اند.

یک فیلتر پایین‌گذر که در سیم‌بندی کاور پیاده‌سازی شده است

اتصال منابع به قطب‌های ورودی و خروجی

قراردادن گره‌های شبکه دوگان

اجزای شبکه دوگان (عناصر سلفی به خانی و برعکس جای‌گذاری می‌شوند)

شبکه دوگان با مدار اصلی حذف‌شده و کمی دوباره ترسیم شده تا سیم‌بندی واضح تر شود

دوگان فیلتر پایین‌گذر کاور اکنون می‌تواند به‌صورت یک فیلتر پایین‌گذر کاور دیده شود. همان‌طور که انتظار می‌رود به یک فیلتر بالاگذر تبدیل نمی‌شود. البته توجه داشته باشید که عنصر اول اکنون به جای یک جزء سری، یک جزء شنت است.

## یاداشت
1. ↑  نرمال شده

## کتابشناسی - فهرست کتب
- Redifon Radio Diary, 1970, pp. 45–48, William Collins Sons & Co, 1969.
- Ghosh, Smarajit, Network Theory: Analysis and Synthesis, Prentice Hall of India
- Guillemin, Ernst A. , Introductory Circuit Theory, New York: John Wiley & Sons, 1953 اُسی‌ال‌سی ۵۳۵۱۱۱
- Suresh, Kumar K. S. , "Introduction to network topology" chapter 11 in Electric Circuits And Networks, Pearson Education India, 2010 شابک [[ویژه:منابع کتاب/81-317-551

1-8|‎۸۱-۳۱۷-۵۵۱
۱-۸]].